# Nelumbo aureavallis
Nelumbo aureavallis és una espècie extinta d'amgiosperma de la família Nelumbonaceae. S'han trobat fòssils a Dakota del Nord.
Les fulles de Nelumbo aureavallis tenien un diàmetre de 40 mm amb marges amb lleugeres ones. Les flors semblaven les dels moderns lotus.